# West Riding of Lindsey
La West Riding of Lindsey était une division de la partie Lindsey du Lincolnshire en Angleterre. Il comprenait la partie nord-ouest du comté et comprenait l'île d'Axholme et les Aslacoe, Corringham, Manley, Lawress et Well wapentakes.
Le lieu de rencontre de la circonscription (riding) était Spital-in-the-Street. À l'époque du Domesday Book, la circonscription contenait également Lincoln, bien qu'en 1409 la ville devienne une société de comté (county corporate). Gainsborough est une autre ville importante.